# Cinnyris coccinigaster
El suimanga espléndido (Cinnyris coccinigaster) es una especie de ave paseriforme de la familia Nectariniidae.
Son aves paseriformes muy pequeñas que se alimentan abundantemente de néctar, aunque también atrapan insectos, especialmente cuando alimentan sus crías. El vuelo con sus alas cortas es rápido y directo
Se encuentran en el oeste y el centro de África tropical. La puesta es de uno o dos huevos en un nido oval suspendido en un árbol. Se trata de  migrantes dentro de su rango.
Alcanza un tamaño de 15 cm de largo, y tienen el pico medio-largo, delgado y curvado con la punta tubular, adaptado para su alimentación de néctar. El macho adulto es de color púrpura brillante, con la espalda color verde oscuro y barras en el ala, y un parche de  carmesí en el pecho. La hembra es de color marrón verdoso por encima y amarillo por debajo.